# Capture the flag
Capture the flag, "erövra flaggan", ofta förkortat CTF, är ett datorspel från 1992 till MS-DOS utvecklat av Richard Carr. 
Capture the flag är ett turordningsbaserat strategispel som kan spelas antingen mot datorn eller mot en annan spelare. Målet är att fånga motståndarens flagga samtidigt som den egna inte blir fångad. De båda sidorna har ett antal karaktärer som ska leta efter flaggan på motståndarens sida av spelplanen och försvara sin egen flagga. Från början är större delen av motståndarens sida okänd. De olika sätt som finns att ta sig fram, bland annat att krypa, påverkar hur mycket av omgivningen som avslöjas och hur lätt man blir upptäckt.
Det var vid tillkomsten en modifikation till actionspelet Quake som först kom att popularisera CTF. 

## Lek
Capture the flag, i detta sammanhang även Catch the flag eller flaggspel, kan även utföras utan vapen, där två lag tävlar om att hitta en eller flera flaggor (eller symboliska flaggor) på motståndarens planhalva. Detta till skillnad mot Röda och vita rosen, där lagen turas om att gömma ett föremål. Båda lekarna går även ut på att fånga motståndarna, men med skillnaden att i Röda och vita rosen utkrävs en ledtråd om gömstället varefter fången släpps, medan i Capture the flag sätts fångarna i ett "fängelse", varifrån de sedan kan fritas av en lagkamrat.